# Metamorphosis Remixes
Metamorphosis Remixes је први EP америчке певачице Хилари Даф и издат је само у продавницама К-марта у САД у ограниченој серији. Ово издање садржи постер, једну песму и три ремикса, од којих два до тада нису била објављена.

## Списак песама[2]
| #  | Назив песме     | Трајање |
| -- | --------------- | ------- |
| 1. | (Remix)         | 03:41   |
| 2. | (Remix)         | 03:43   |
| 3. | (Remix)         | 02:53   |
| 4. | (Album Version) | 03:07   |